# Grzyby nicieniobójcze

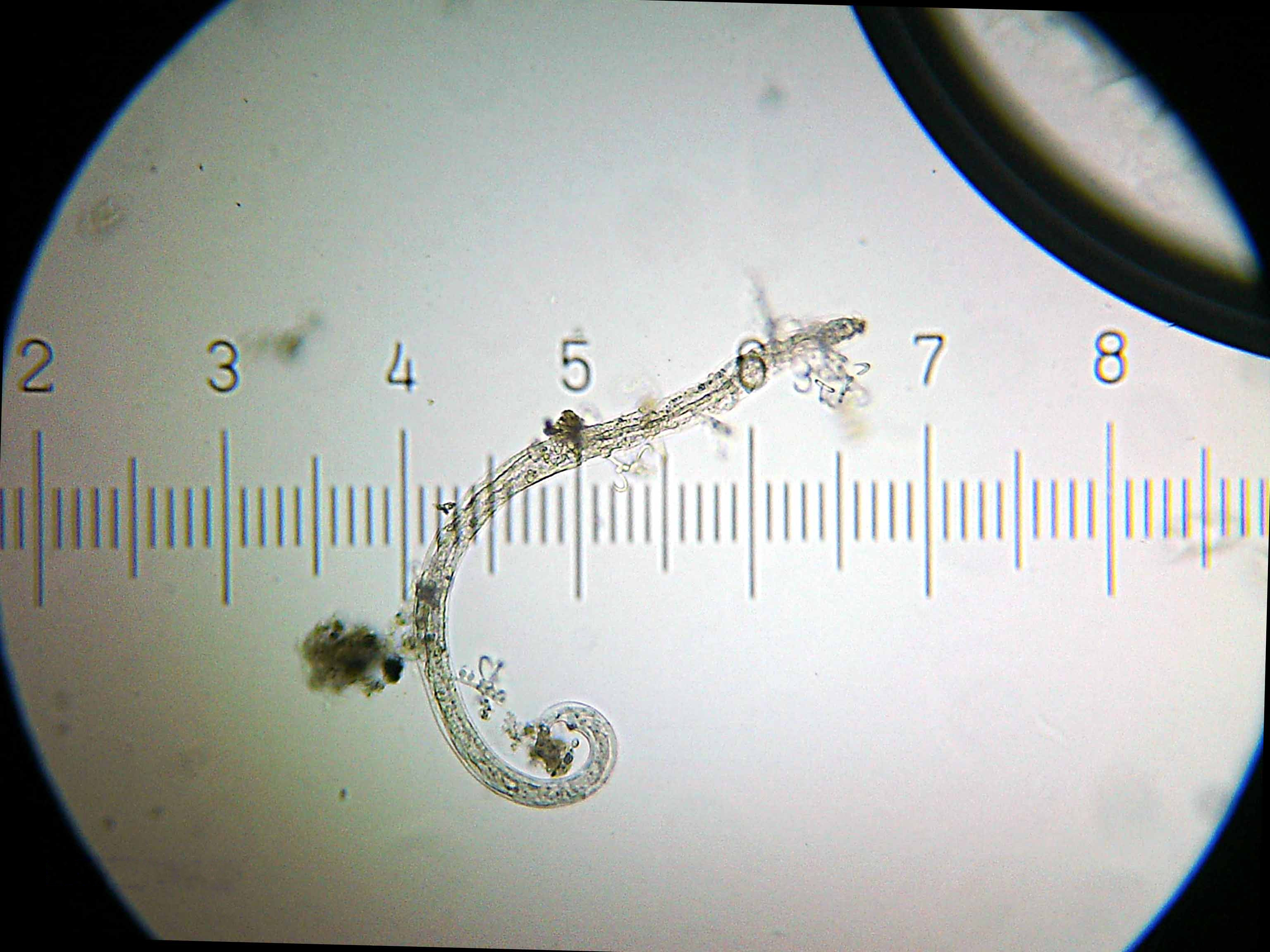
Martwy nicień ze strzępkami grzyba Harposporium anguillulae

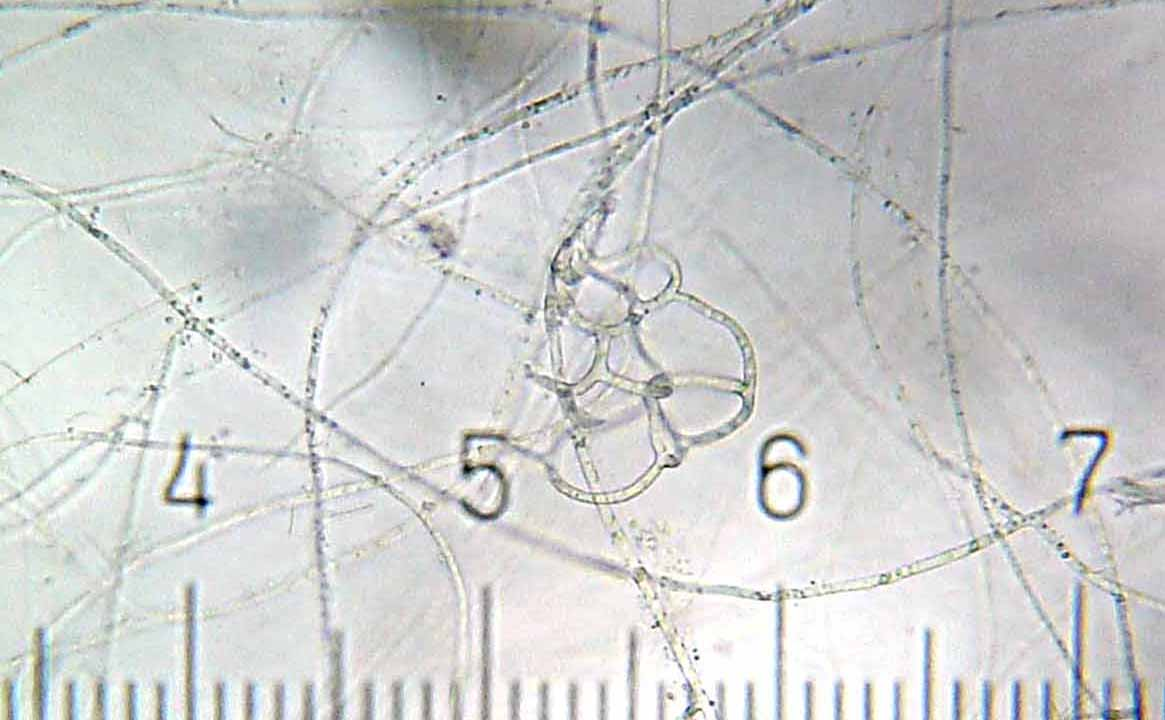
Grzyb z rodzaju Arthrobotrys z siecią łapiącą nicienie

Grzyby nicieniobójcze, grzyby nematofagiczne, grzyby nematopatogeniczne (ang. nematophagous fungi) – grzyby mięsożerne lub pasożytnicze atakujące drobne zwierzęta zaliczane do typu nicieni (Nematoda). Są jednym z nematopatogenów. Do 2000 r. opisano ponad 200 gatunków takich grzybów. Mogą atakować dorosłe nicienie, a także ich jaja i formy młodociane. Niektóre z nich od początku żyją wewnątrz nicieni, inne atakują je z zewnątrz w różny sposób, najczęściej za pomocą pułapek klejowych, pierścieni, które zaciskają się wokół nicienia, lub za pomocą toksyn. Do porażonego nicienia wrastają następnie strzępki grzyba, trawiąc go i wchłaniając substancje odżywcze. Nematopatogeniczne gatunki występują wśród wszystkich grup grzybów, co świadczy o tym, że podczas ewolucji zjawisko to pojawiło się wielokrotnie, niezależnie od siebie. Grzyby nicieniobójcze mogą być wykorzystane do zwalczania nicieni będących szkodnikami roślin uprawnych oraz żyjących wolno stadiów nicieni pasożytniczych.

## Podział grzybów nicieniobójczych
Grzyby nicieniobójcze podzielono na 5 rodzajów:
- grzyby łapiące nicienie (grzyby pułapkowe, grzyby drapieżne);
- grzyby endopasożytnicze, żyjące wewnątrz nicieni;
- grzyby wydzielające toksyny paraliżujące nicienie;
- grzyby pasożytujące na jajach nicieni;
- grzyby, które indukują odporność i mechanizmy obronne u roślin, które następnie mogą je zabijać[5].

## Grzyby łapiące nicienie
Zwane są grzybami drapieżnymi lub pułapkowymi. Tworzą kilka rodzajów pułapek do łapania nicieni:
- trójwymiarowa sieć strzępek pokrytych substancją, do której przyklejają się nicienie. To najczęściej występujący rodzaj pułapek;
- klejące kolumnowe rozgałęzienia grzybni – są to kilkukomórkowe, lekko napęczniałe wyrostki strzępek;
- cysty strzępkowe – klejące wybrzuszenia strzępek;
- pierścienie krępujące – strzępki tworzące pierścień, który bardzo szybko zaciska się, gdy wejdzie do niego nicień;
- pierścienie niekrępujące – pierścienie strzępkowe, które nie zaciskają się, ale jest ich wiele i nicień zaplątuje się w nie[3].

Dużą grupę stanowią grzyby pułapkowe aktywnie łapiące nicienie za pomocą różnego rodzaju pułapek. Unieruchomienie nicieni zachodzi mechanicznie lub dzięki zjawisku adhezji powierzchni ciała nicienia do struktur grzyba. Występują głównie w górnych warstwach gleby, na pastwiskach, w warstwie opadłych liści, na namorzynach i w niektórych płytkich siedliskach wodnych. Grzyby z rodzaju Arthrobotrys, takie jak Arthrobotrys oligosporus, Arthrobotrys conoides, Arthrobotrys musiformis i Arthrobotrys superbus tworzą trójwymiarowe siatki samoprzylepne, do których nicienie przyklejają się przez adhezję. Arthrobotrys dactyloides tworzy pierścienie, które po kontakcie z nicieniem bardzo szybko zwężają się i zaciskają unieruchamiając go. U Monacrosporium doedycoides czas zaciśnięcia pętli trwa około 0,1 s, co uniemożliwia nicieniowi ucieczkę. U Orbilia oligospora pętle nie zaciskają się, ale jest ich wiele i nicień zaplątuje się w nich. Dactylaria candida tworzy samoprzylepne gałęzie, Dactylellina haptotyla tworzy zarówno samoprzylepne cysty strzępkowe, jak i niezwężające się pierścienie. Po unieruchomieniu nicienia strzępki grzyba wnikają do wnętrza nicienia, trawiąc jego tkanki i wchłaniając powstałe z nich substancje pokarmowe. Metacordyceps chlamydosporia do penetracji skorupek jaj nicieni wykorzystuje appressoria.
Grzyby nicieniobójcze aktywnie łapiące nicienie są fakultatywnymi drapieżnikami i pasożytami – w naturze mogą żyć jako grzyby saprotroficzne, a atakują nicienie dopiero wtedy, gdy znajdą się one w ich pobliżu. Obserwowane są zarówno z aparatami pułapkowymi, jak i bez nich. Dzieje się tak prawdopodobnie dlatego, że budowa pułapek jest procesem wysoce energochłonnym. Arthrobotrys oligospora potrafi wykryć obecność nicieni w pobliżu gleby i tworzy pułapki tylko wtedy, gdy są one obecne. Grzyb rozpoznaje obecność nicienia na podstawie wydzielanych przez niego feromonów, takich jak askarozydy. Po ich wykryciu strzępki grzyba wabią nicienia wytwarzając substancje naśladujące te, których zwierzę używa do znalezienia pożywienia i przyciągnięcia partnerów.

## Grzyby wydzielające toksyny
Istnieją gatunki grzybów nicieniobójczych, które nie wytwarzają mechanizmów pułapkowych, lecz porażają nicienie toksynami. Boczniak ostrygowaty (Pleurotus ostreatus) rozwija się na martwych i zamierających drzewach liściastych, ale poluje również na występujące tam nicienie. Unieruchamia je za pomocą wytwarzanych przez strzępki toksyn, co pozwala na całkowite zajęcie tkanek ofiary w ciągu 24–48 godzin. Podobną technikę stosują grzyby z rodzaju Hyphoderma.

## Wewnętrzne nematopatogeny
Istnieje grupa grzybów, które od początku żyją wewnątrz organizmu nicieni. Ta grupa nematopatogenów to na ogół obligatoryjne pasożyty nicieni, czyli gatunki, które mogą żyć tylko wewnątrz nicieni. Infekują je na różne sposoby poprzez zarodniki typu konidium lub zoospora. Zarodniki te albo przylegają do naskórka nicienia, albo zostają przez niego połknięte. Drechmeria coniospora wytwarza nawet 10 tysięcy konidiów, a Hirsutella rhossiliensis 100–1000. U obydwu tych gatunków na konidiach tworzą się klejące pączki, zarodniki Harposporium ponadto mają taki kształt, że połknięciu ich przez nicienia utykają w jego gardle, tam kiełkują i tworzą strzępki przerastające ciało nicienia. U Haptoglossa zarodniki tworzą specjalną strukturę, która jak pistolet wstrzeliwuje się w ciało nicienia infekując go. Zoospory grzybów nicieniobójczych mają zdolności wyczuwania nicieni, aktywnie do nich dążą i zwykle gromadzą się wokół ich otworu gębowego.
Po wniknięciu do organizmu nicienia rosną w nim, wchłaniając jego tkanki. Ich strzępki przebijają kutikulę nicienia, a po pewnym czasie wytwarzają nowe, ruchliwe zoospory, gotowe do zarażenia innych nicieni.

## Grzyby pasożytujące na jajach nicieni
Stosują inną strategię. Strzępki Pochonia chlamydosporia rosną w kierunku jaj, po dotarciu do nich na końcu strzępek powstają appressoria, które przylegają się do jaja, a wyrastająca z nich strzępka rostkowa przebija jego osłonkę wnikając do wnętrza jaja. Następnie grzyby trawią zawartość jaj, zarówno niedojrzałych, jak i dojrzałych (zawierających młode nicienie).

## Wykorzystanie grzybów nicieniobójczych
Niektóre nicienie to groźne szkodniki wielu roślin uprawnych, powodujące duże straty w plonach, zarówno wskutek żerowania na uprawianych roślinach, jak i pośrednio, jako wektory przenoszące wiele wirusowych chorób roślin. Poczyniono wiele badań nad wykorzystaniem tych grzybów do zwalczania nicieni. Na przykład grzyb Purpureocillium lilacinum poraża pasożytniczego nicienia Meloidogyne incognita, który atakuje korzenie wielu roślin uprawnych. W laboratoriach próby z niektórymi szczepami tego grzyba wydawały się obiecujące, w terenie jednak okazały się nieskuteczne. Obiecujące wyniki daje wykorzystanie grzyba Arthrobotrys dactyloides do zwalczania na roślinach nicienia Meloidogyne javanica.
Grzyby nicieniobójcze mogą być wykorzystane także do zwalczania żyjących wolno stadiów nicieni. W tym przypadku ich zarodniki rozsiewa się na pastwiskach lub dodaje do paszy, aby po przejściu przez przewód pokarmowy zainfekowanych zwierząt kiełkowały w ich kale. Rozsianie zarodników grzybów nicieniobójczych na pastwisku, celem ograniczenia liczebności larw nicieni pasożytujących na jagniętach zaproponowano już w 1941 roku. Próby doświadczalne zakończyły się sukcesem.
Na początku XXI wieku Åhman i in. wygenerowali kilka mutantów PII Arthrobotrys oligospora, które rozwinęły większą liczbę struktur infekcyjnych i charakteryzowały się większą szybkością wychwytywania i zabijania nicieni niż szczep typu dzikiego. Wynik ten sugeruje, że można zastosować manipulację genetyczną w celu poprawy zjadliwości grzyba łapiącego nicienie.
Wyjątkowo zdarza się, że grzyby pasożytujące na nicieniach atakują również inne wylinkowce, natomiast niektóre grzyby drapieżne są polifagiczne.